# 张伯简

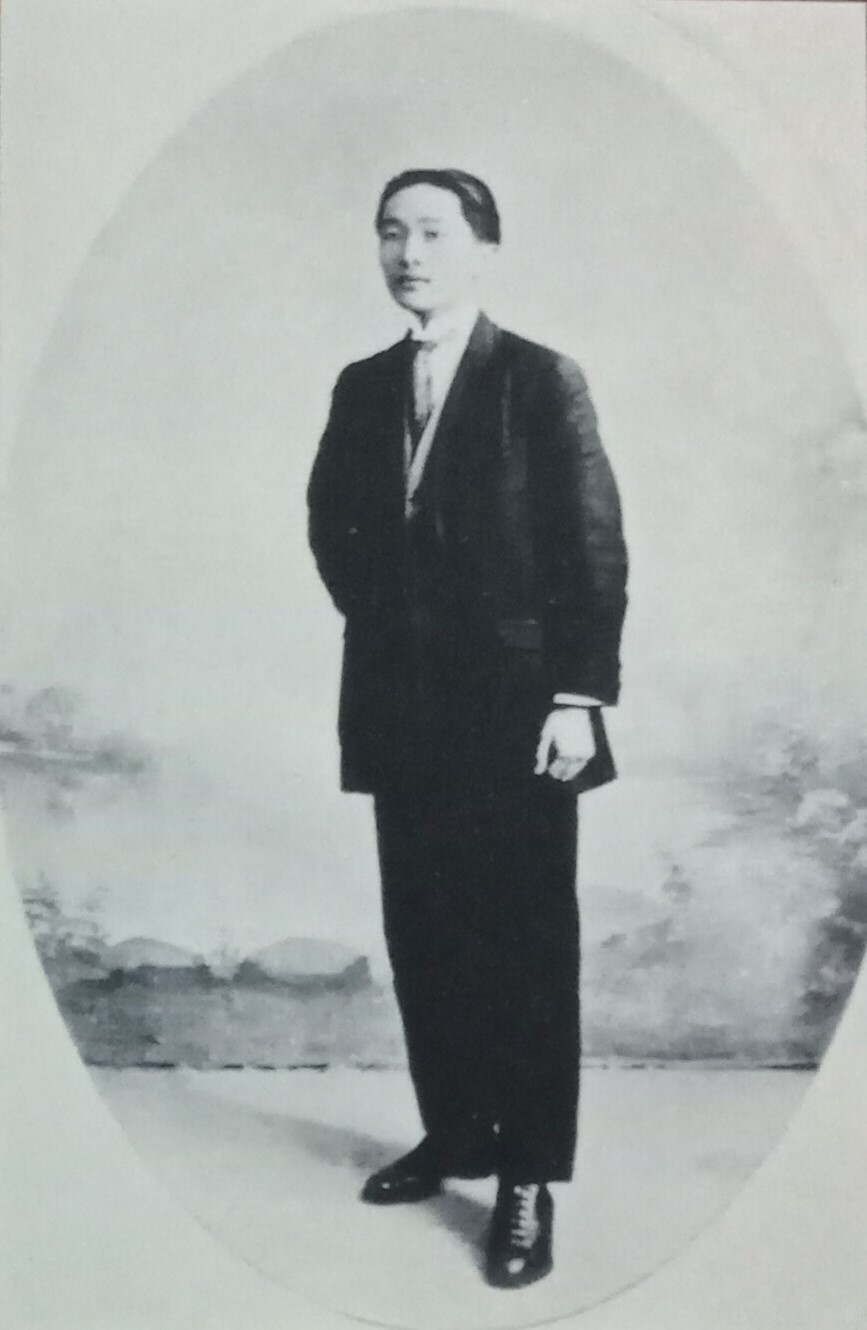
张伯简

张伯简（1898年—1926年8月），字稚青，别名红鸿（洪鸿）。白族，云南省剑川县金华镇人。
云南省立第二中学毕业之后，远赴广州，开始接受马克思主义。1919年赴法国勤工俭学。1921年从法国转赴德国柏林。1922年初与当时也在德国的周恩来和赵世炎等筹建“旅欧中国少年共产党”，同年6月在巴黎成立后，张伯简被选为组织委员，由此成为白族第一个共产党员。1922年，受党委派前往苏联参加“共产国际第四次代表大会”，后留在苏联莫斯科中山大学学习。
1923年秋天回到中国，在上海和蔡和森，邓中夏一起领导工人运动。同时应瞿秋白的邀请，在上海大学任政治经济学教授。1924年出任中央出版局书记。1925年调至广州，任两广区委军委书记和第六届全国农民运动讲习所教员。1925年“五卅惨案”之后，同张太雷，邓中夏，苏兆征等一起领导了省港大罢工，积劳成疾。1926年，肺病复发，病逝于广州珠江“颐养园”。
著有《社会进化史》，译著有《各时代社会经济结构元素表》，这两本书是中国共产党早期宣传马克思主义基本原理的普及读物。现在在剑川县金华镇景风公园设有“张伯简纪念馆”，珍藏了大量和张伯简生平有关的文物。